# Llandrindod Wells
Llandrindod Wells (in gallese: Llandrindod; 5.000 ab. ca.) è una cittadina del Galles centro-orientale, capoluogo della contea di Powys e un tempo nota località termale.

## Geografia fisica

### Collocazione
Llandrindod Wells si trova a pochi chilometri dal confine con l'Inghilterra e ca. 60 km a sud-est di Aberystwyth.

## Storia
La città iniziò a prosperare quando, nel 1749, un uomo d'affari costruì un albergo nei pressi del lago circostante.

## Amministrazione

### Gemellaggi
- Contrexéville
- Bad Rappenau